# Niklaus Leuenberger

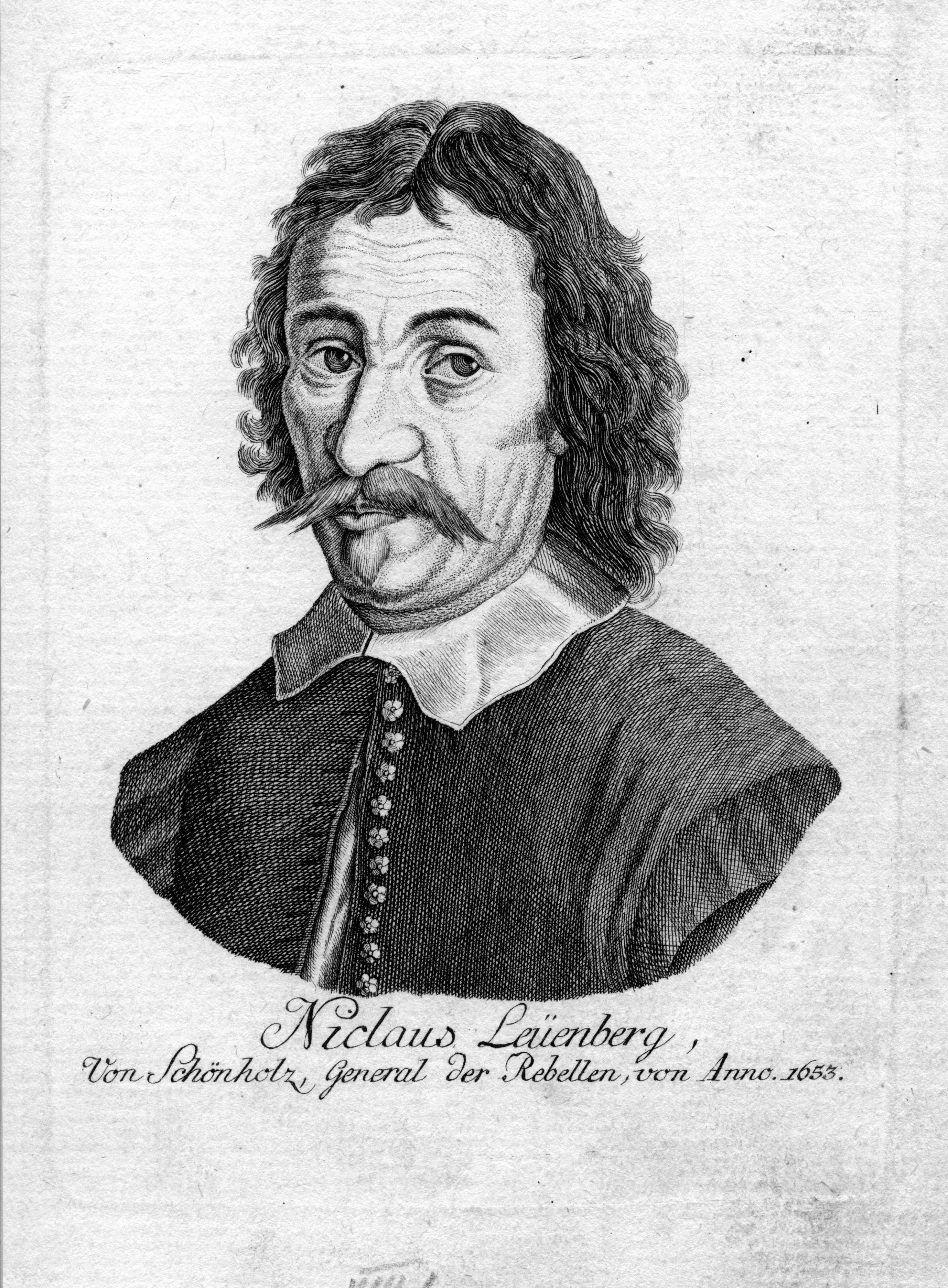
Niklaus Leuenberger

Niklaus Leuenberger, auch bekannt als Klaus Leuenberger (* um 1615 in Schönholz, Gemeinde Rüderswil, Kanton Bern; † 27. August 1653 in Bern), war der Anführer der Berner Untertanen im Schweizer Bauernkrieg und Bundesobmann.

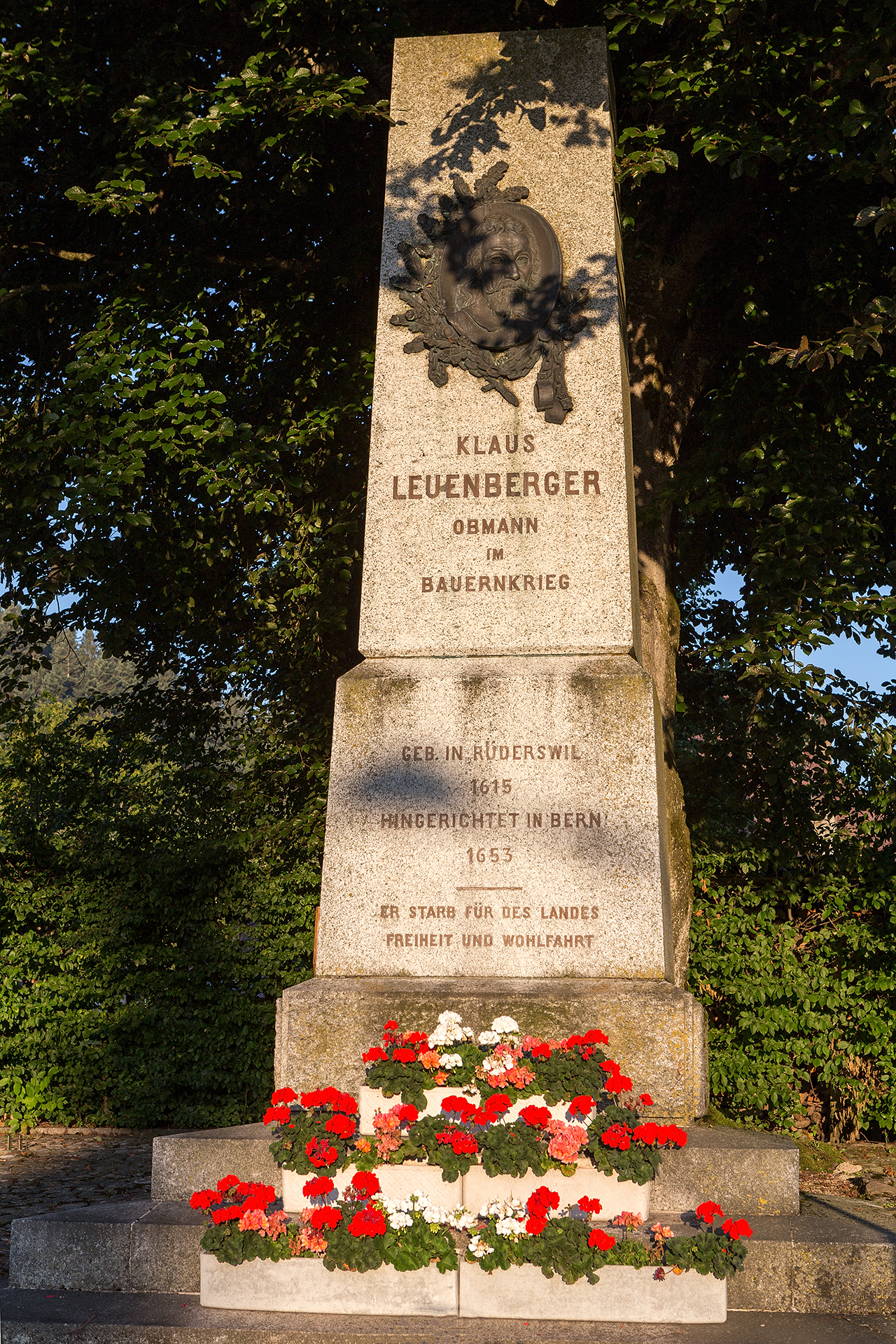
Leuenberger-Denkmal in Rüderswil

Leuenberger unterzeichnete nach dem unentschiedenen Gefecht bei Wohlenschwil mit Christian Schybi am 4. Juni 1653 den Mellinger Frieden.
Nach der Niederlage der Bauern bei Herzogenbuchsee im Juni 1653 wurde er dem Landvogt Samuel Tribolet ausgeliefert und am 27. August 1653 in Bern mit dem Schwert enthauptet und sein Leib gevierteilt. Sein Kopf wurde neben dem Huttwiler Bundesbrief an den Galgen genagelt, seine Körperteile an den vier Landstrassen vor Bern ausgestellt.
Am 7. Juni 1903 wurde aus Anlass des 250. Jahrestags des Bauernkriegs in der Emmentaler Gemeinde Rüderswil ein Denkmal zu Ehren von Niklaus Leuenberger erstellt, das noch heute besteht. Dieses wurde von Karl Alfred Lanz, Cesare Laurenti und dem Burgdorfer Architekten B. Christen realisiert.